# Helmuth Fetz
Helmuth Fetz (* 13. März 1928 in Thüringen (Vorarlberg); † 18. September 2010 in Ried im Innkreis) war ein österreichischer Landschafts- und Porträtmaler.

## Leben und Wirken
Nach Absolvierung einer Lehre als Maler und Anstreicher entwickelte er sich zu einem der bekanntesten und erfolgreichsten bildenden Künstler Vorarlbergs. Er war 1964 Gründungsmitglied des Bregenzer Kreises und betrieb eine Galerie zunächst in Wien und dann in Bregenz. 1988 wurde er in die Innviertler Künstlergilde aufgenommen und seit 1989 lebte er in Mehrnbach im Innviertel. Bekannt wurde er durch seine Ansichten von Städten am Bodensee und im Innviertel sowie durch seine Porträts von Vorarlberger und Innviertler Persönlichkeiten. Er gilt als Vertreter des Phantastischen Realismus.
Helmuth Fetz war ab 1984 Mitglied der Freimaurerloge Zu den 3 Bergen und 2005 Gründungsmitglied der Loge Moderatio.

## Ausstellungen
(Auswahl)
- 2006: Phantastischer Realismus 2006 Schloss Mattsee, Schloss Mattsee

## Auszeichnungen
- Titel Professor

## Schriften
- Mißbraucht und betrogen 1938–1945. Jugenderinnerungen. Roman. Hrsg. von Richard Pils. Bibliothek der Provinz, Weitra 1999, ISBN 3-85252-197-1.[4]